# 송도동편항
송도동편항은 전라남도 여수시 돌산읍 군내리 송도에 있는 어항이다. 2007년 8월 8일 어촌정주어항으로 지정하여 관리하고 있다. 시설관리자는 여수시장이다.

## 어항 구역
- 수역: 북위 34°36′06″, 동경 127°42′45″의 지점에서 E방향으로 30m점과 이점에서 N방향으로 45m점과 이점에서 E방향으로 25m점과 이점에서 N10°W방향으로 145m점과 이점에서 E방향으로 60m점과 이점에서 N방향으로 육지부를 연결하는 선을 따라 형성된 공유수면

## 어항 시설
- 방파제 115m, 선착장 54m

## 기본 계획
- 방파제 125m, 선착장 67m[1]

## 정비 계획
- 방파제 10m, 선착장 17m[2]

## 주요 어종
- 우럭, 참돔, 감성돔